# Bouilly (Aube)
Bouilly ist eine französische Gemeinde mit 1.074 Einwohnern (Stand: 1. Januar 2022) im Département Aube in der Region Grand Est. Die Gemeinde gehört zum Arrondissement Troyes und zum Kanton Les Riceys. Die Einwohner werden Bouillerands genannt.

## Geschichte
Während des  Ersten Weltkriegs wurde Bouilly vom Deutschem Heer zerstört, nachdem zwei Kavalleristen angeblich von Bewohnern getötet worden waren.

## Geographie
Bouilly liegt etwa zwölf Kilometer südwestlich von Troyes. Umgeben wird Bouilly von den Nachbargemeinden Souligny im Norden, Saint-Pouange im Nordosten, Roncenay im Osten, Villery im Südosten, Javernant im Süden, Sommeval im Südwesten sowie Vauchassis im Westen.
Durch die Gemeinde führt die Route nationale 77.

## Bevölkerungsentwicklung
| Jahr                       | 1962 | 1968 | 1975 | 1982 | 1990 | 1999 | 2006 | 2012 | 2019 |
| Einwohner                  | 626  | 725  | 1008 | 865  | 1000 | 1090 | 1050 | 1054 | 1087 |
| Quellen: Cassini und INSEE |      |      |      |      |      |      |      |      |      |

## Sehenswürdigkeiten
- Kirche Saint-Laurent, um 1515 erbaut, Monument historique seit 1909

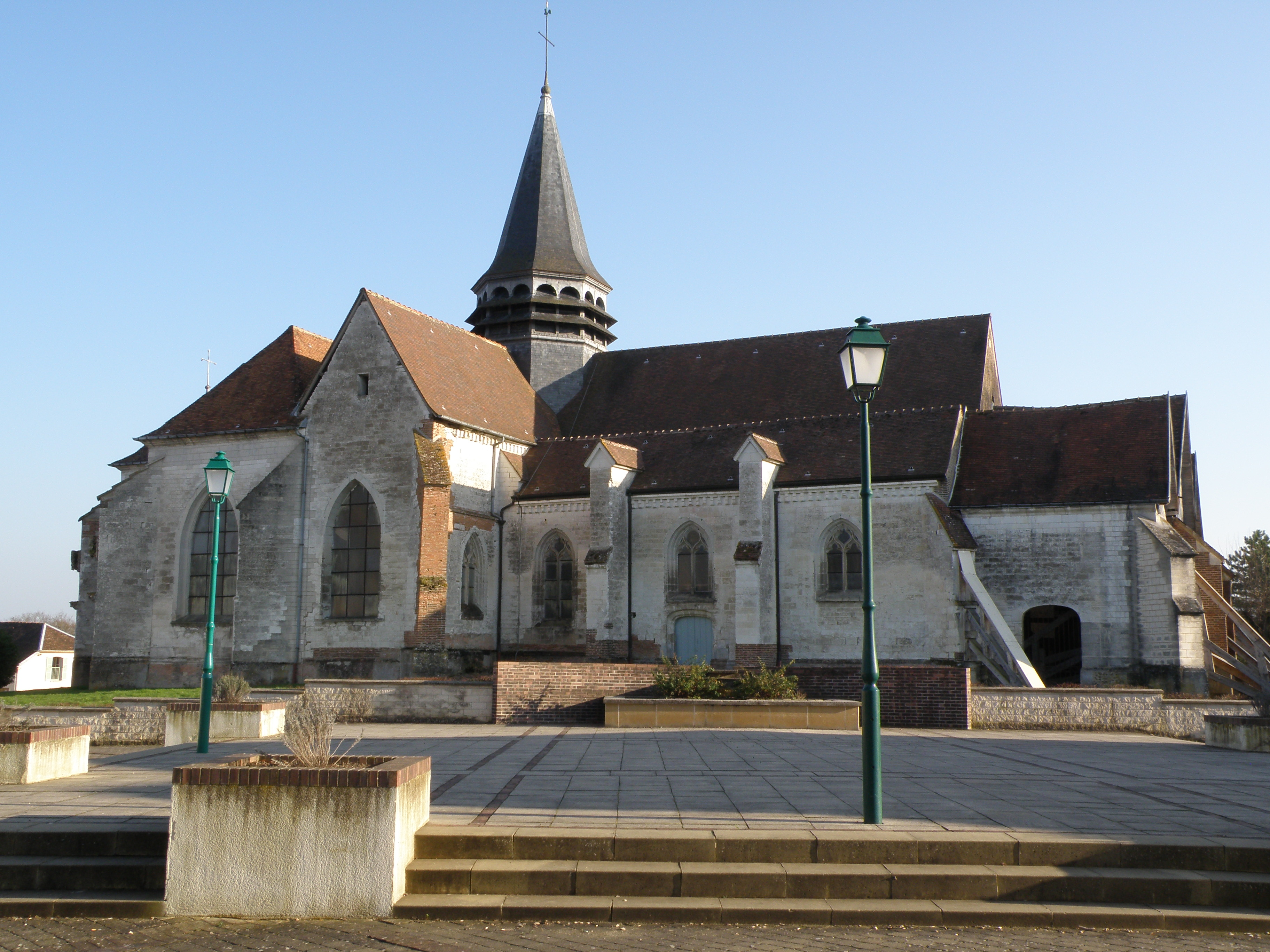
Kirche Saint-Laurent